# Ford Model A (1927)
La Ford Model A prodotta dal 1927 è la seconda autovettura Ford in cui viene utilizzata la prima lettera dell'alfabeto, dopo il primo modello assoluto della produzione di questa casa automobilistica statunitense, la Ford Model A (1903).

## Il contesto
Anche questo modello fu per l'azienda un grande successo, la seconda macchina più venduta della Ford dopo la Model T. La produzione iniziò il 20 ottobre 1927 ma l'auto non fu venduta fino al 2 dicembre successivo. Questa vettura sostituì la Model T dopo 18 anni di produzione ininterrotta.

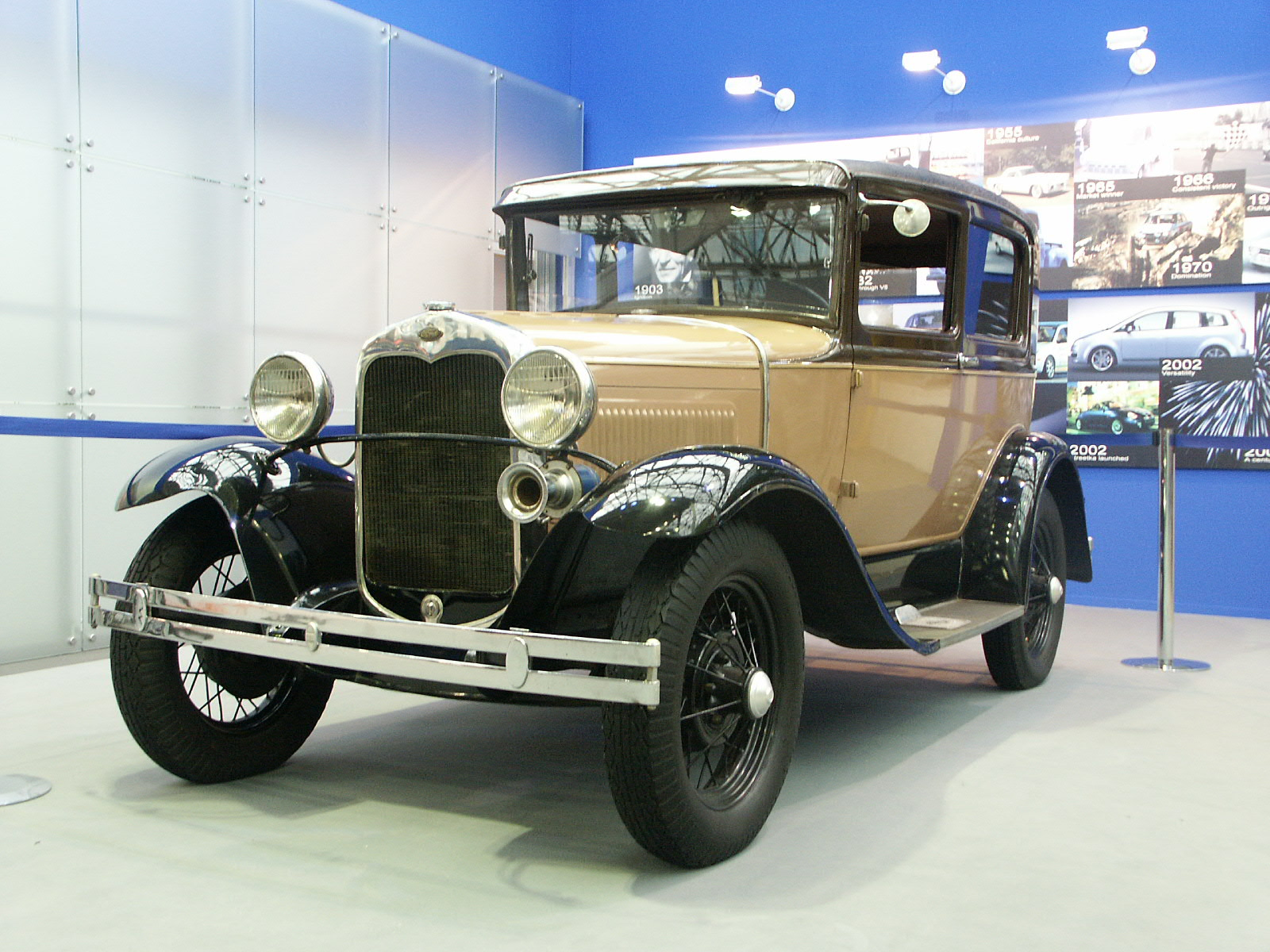
Una Ford Model A del 1930

I prezzi della Model A 1927 variavano dai 385 dollari dell'epoca, per il modello 2 posti roadster o Tudor (contrazione di Two door), ai 570 dollari della versione top della gamma, la Fordor (contrazione di Four door).
Il motore era un 4 cilindri in linea con cilindrata di 3,3 litri (200,5 in3) che forniva 40 hp. Il suo consumo normale, con il carburatore monocorpo Zenith, variava tra i 13 e 16 litri per 100 km. La velocità massima raggiungibile era di 105 km/h. Il passo della vettura era di 2,6 m mentre il rapporto finale di riduzione era di 3,77:1. La trasmissione era a tre marce più retromarcia. Infine la Model A montava, finalmente, freni meccanici su tutte le ruote (la model T fu prodotta fino al 1927 con i soli freni posteriori e sulla trasmissione).
La Model A uscì con diverse carrozzerie: coupé (Standard e Deluxe), Business coupé, Sport coupé, Roadster coupé (Standard e Deluxe), Fordor (tre porte, STD e DX), Victoria, Station wagon, Taxicab (versione taxi) e anche sotto forma di due veicoli commerciali con carrozzeria furgonata o scoperta.

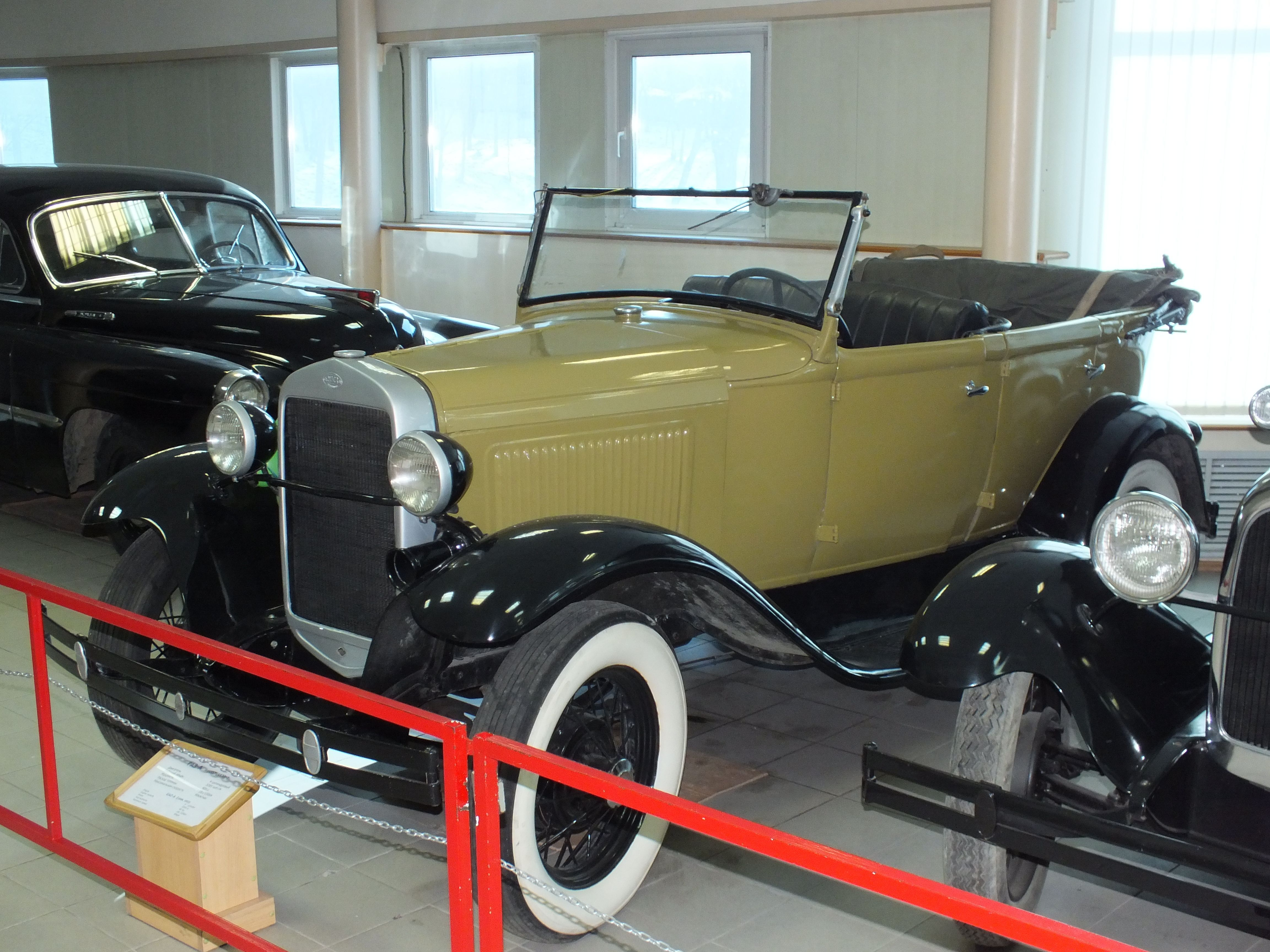
Una GAZ-A

La vettura venne più volte aggiornata e migliorata, nel 1930 la vettura subì il restyling più significativo e marcato con l'uscita della Model AN, dove N sta per New: le principali e più vistose modifiche furono negli pneumatici che scesero da 21" con gomme 4.5 a 19" con gomme corda 4.75. La calandra disegnata da Edsel Ford, tanto copiata dalle Lincoln, sarà ristilizzata con un design più filante e moderno. Nel 1931 quest'ultima verrà parzialmente verniciata, le forme così anticiperanno la futura Model B del 1932 che adotterà per la prima volta il V8 da 65 CV sempre a valvole laterali.
La produzione della vettura cessò il 31 agosto 1931 dopo che ne erano state prodotte un totale di 4.320.446. Venne sostituita dalla Ford Model B.
Ne venne anche realizzata una versione su licenza in URSS dalla GAZ. Con questo modello, cominciò la collaborazione tra la Ford e l'URSS che diede origine alla ditta stessa. Per il mercato inglese ed europeo fu costruita la model A con sigla AF, AFN dal 1930, identica alla A americana ma con motore ridotto di cilindrata a 2,8 litri e di potenza a 28 CV. La AF fu prodotta in circa 400.000 esemplari.
Riguardo al motore, Henry Ford mise al banco per la prima volta il motore della A e non riuscì ad ottenere più di 24 hp, una miseria per quell'epoca. Fu incaricato l'ingegnere Ickx che, in soli 90 giorni, come promesso, portò la potenza a 40 hp.